# Erik Jørgensen
Pour les articles homonymes, voir Erik Jørgensen (athlétisme) et Jørgensen.
Erik Jørgensen (17 mai 1848 - 15 septembre 1896), ingénieur norvégien, travailla au sein de la Fabrique d'armes de Kongsberg, fournisseur principal de l'Armée norvégienne. Il y conçut conjointement avec Herman Ole Krag les fusils Krag-Jørgensen.